# Jalladiampet
Jalladiampet é uma vila no distrito de Kancheepuram, no estado indiano de Tamil Nadu.

## Demografia
Segundo o censo de 2001,  Jalladiampet  tinha uma população de 7576 habitantes. Os indivíduos do sexo masculino constituem 51% da população e os do sexo feminino 49%. Jalladiampet tem uma taxa de literacia de 70%, superior à média nacional de 59.5%: a literacia no sexo masculino é de 77% e no sexo feminino é de 62%. Em Jalladiampet, 12% da população está abaixo dos 6 anos de idade.